# Calvin Bricker
Calvin Bricker (ur. 3 listopada 1884 w Listowel, ob, North Perth, zm. 24 kwietnia 1963 w Grenfell) – kanadyjski lekkoatleta specjalizujący się w skoku w dal i trójskoku. Dwukrotny medalista igrzysk olimpijski: srebrny (Sztokholm 1912) i brązowy (Londyn 1908) w skoku w dal.

## Historia występów

### Igrzyska olimpijskie
| Zawody    | Konkurencja | Kwalifikacje | Kwalifikacje | Kwalifikacje | Wynik | Pozycja    | Finał     | Finał     | Finał     | Wynik | Miejsce     |
| Zawody    | Konkurencja | 1 kolejka    | 2 kolejka    | 3 kolejka    | Wynik | Pozycja    | 1 kolejka | 2 kolejka | 3 kolejka | Wynik | Miejsce     |
| --------- | ----------- | ------------ | ------------ | ------------ | ----- | ---------- | --------- | --------- | --------- | ----- | ----------- |
| Londyn    | skok w dal  | ?            | ?            | ?            | 7,08  | 3.         | ?         | ?         | ?         | 7,08  | 3. miejsce  |
| Londyn    | trójskok    | ?            | ?            | ?            | 14,10 | 4.         | —         | —         | —         | –     | 4. miejsce  |
| Sztokholm | skok w dal  | 7,21         | 7,07         | 6,92         | 7,21  | 1. (gr. B) | 7,04      | 6,85      | X         | 7,21  | 2. miejsce  |
| Sztokholm | trójskok    | 13,25        | –            | –            | 13,25 | 8. (gr. B) | —         | —         | —         | –     | 18. miejsce |

## Rekordy życiowe
- Skok w dal – 7,22 (1908) wynik ten do 1935 był rekordem Kanady[1]
- Trójskok – 14,10 (1908)